# La Rondía
La Rondía (oficialmente y en asturiano: A Rondía) es una casería perteneciente a la parroquia de Castrillón, en el concejo de Boal, comarca de Eo-Navia, Principado de Asturias, España.
Cuenta con una población de 1 habitante (INE, 2013) y se encuentra a unos 360 m de altura sobre el nivel del mar, en la margen derecha del río Navia. Dista unos 10 km de la capital del concejo, tomando desde ésta primero la carretera AS-12 en dirección a Grandas de Salime, desviándose luego, en San Luis, por la AS-35 en dirección a Villayón.